# 娄江

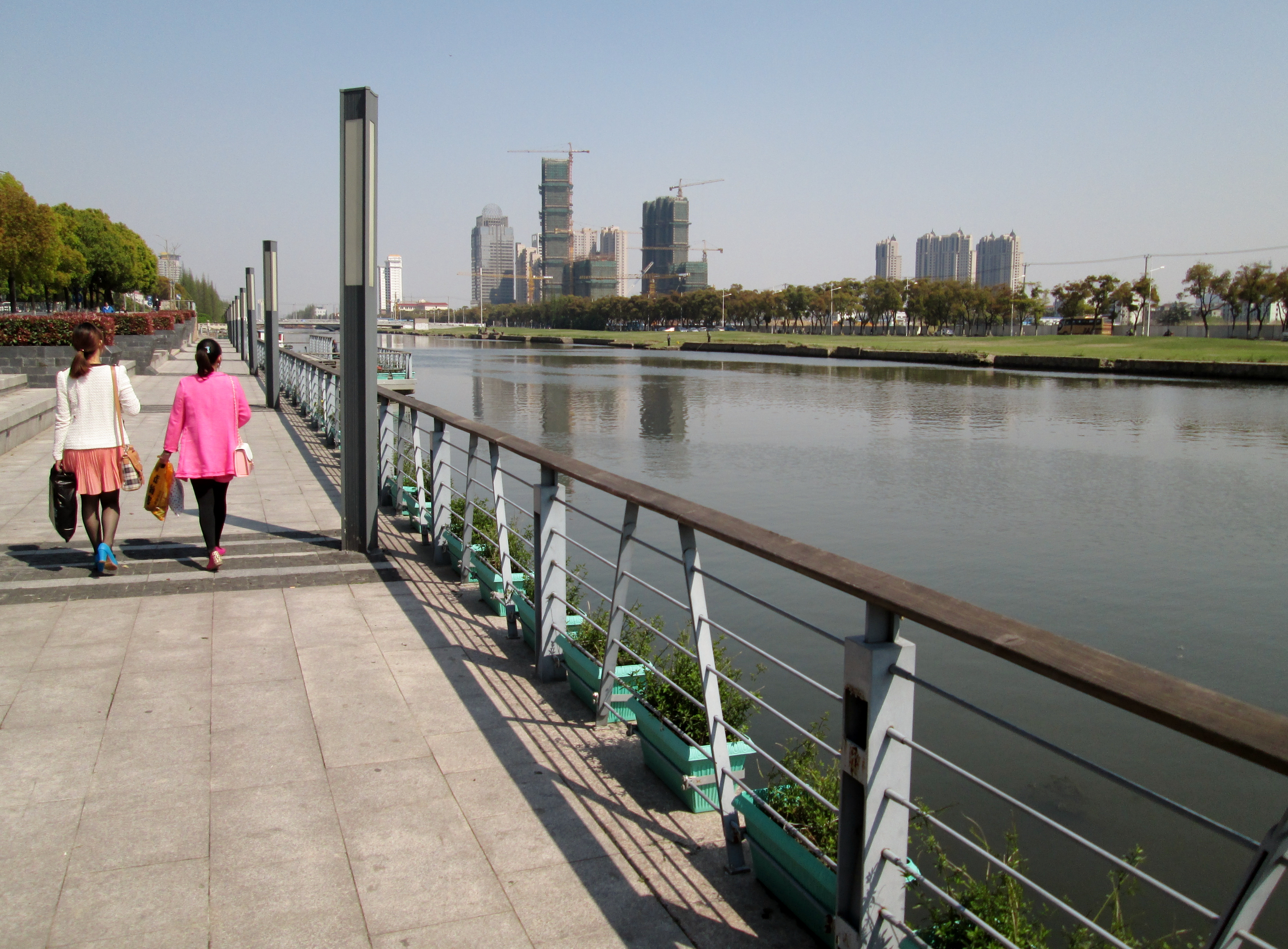
娄江昆山段

娄江（苏州话中称作“娄江河”，太仓又称浏河）是中国江苏省苏州市的一条河流，太湖古“三江”之一。西起姑苏区的娄门，经过园区、昆山、太仓，于浏河镇汇入长江。原为苏州市区至昆山、太仓等地的交通要道，现随着其他交通方式发展已逐渐没落。

## 航运
元、明两代，娄江入江口的浏河镇，是江南中心城市苏州的海上门户，航运贸易繁盛，被誉为“六国码头”。明代著名航海家郑和在此出发，七下西洋。直到清代，由于娄江淤塞和上海开埠，浏河镇江南门户的地位开始被上海所取代。

## 文化
娄江在昆山分出一条支流，流向松江府（今上海），这条支流在南北朝时称为“沪渎”，上海的简称“沪”由此得名。